# كلوك تاور (سلسلة)
كلوك تاور (بالإنجليزية: Clock Tower)‏ هي سلسلة ألعاب فيديو مغامرات رعب البقاء على قيد الحياة التي تم إنشاؤها بواسطة هيفومي كونو. تتضمن السلسلة أربع ألعاب تم تطوير العبة الأولى كلوك تاور (1995)، بواسطة هيومان إنترتنيمنت وتم إصدارها لجهاز الـ سوبر فاميكوم حصريًا في اليابان. طورت هيومان لعبتين إضافيتين، كلوك تاور (1996) و كلوك تاور 2 (1998)، والتي تم إصدارها على بلاي ستيشن وتم ترجمتها خارج اليابان. اللعبة الرابعة والأحدث، كلوك تاور 3 (2002)، تم إنتاجه بالاشتراك مع كابكوم وسن سوفت للـ بلاي ستيشن 2. تتضمن طريقة اللعب في السلسلة عمومًا اللاعب الذي يختبئ ويهرب من مطاردة العدو دون أي أسلحة لهزيمتهم. سكيسورمان هو خصم متكرر وأحيانًا العدو الوحيد في اللعبة.
جاء إلهام كونو للحصول على لعبة كلوك تاور الأولى من مشاهدة أفلام الرعب للمخرج الإيطالي داريو أرجنتو، وخاصة فيلمه فينومينا (1985). بدأت اللعبة كمشروع تجريبي بميزانية منخفضة وطاقم عمل صغير. تم بيعه جيدًا بما يكفي لدفع تكملة مباشرة تنافس مع ريزدنت إيفل. اللعبة الثالثة في السلسلة لم تكن من إخراج كونو وكانت فشلاً ذريعاً. توقفت شركة هيومان إنترتينمنت عن العمل في عام 2000 ، وبعد ذلك اشترت شركة سن سوفت الملكية الفكرية للسلسلة. سيواصلون تطوير كلوك تاور 3 مع كابكوم وكانت اللعبة فاشلةً تجاريًا.
تلقت ألعاب كلوك تاور آراء متباينة. غالبًا ما يتم الإشادة بهم بسبب مستوياتهم العالية من عناصر العرض والرعب ، ولكن يتم انتقادهم بسبب أسلوب لعبهم القديم والمرهق. عززت اللعبة الأولى هيومان كمطور وأثرت بشدة على نوع رعب البقاء. على الرغم من عدم إصدار ألعاب السلسلة منذ عام 2002 ، إلا أن السلسلة شهدت خليفتين روحانيين. اللعبة الأولى هانتينغ غراوند (2005) للـ بلاي ستيشن 2 والذي كان مشابهًا لـ كلوك تاور 3. واللعبة الثانية نايت كراي (2016) لنظام التشغيل ويندوز، والذي أخرجه كونو وتم تمويله من خلال كيك ستارتر. ترددت شائعات عن فيلم يعتمد على السلسلة من عام 2006 إلى عام 2011 ، لكنه لم يتحقق أبدًا.

## الألعاب
- كلوك تاور (1995) هي اللعبة الأولى في السلسلة وتم إصدارها في اليابان فقط. تم إخراجها من قبل هيفومي كونو وتم إصدارها لجهاز الـ سوبر فاميكوم. تم نقل نسخة محدثة بعنوان كلوك تاور: ذا فيرست فاير إلى بلاي ستيشن وواندرسوان وويندوز. لم يتم إصدار اللعبة خارج اليابان، على الرغم من وجود ترجمات من المعجبين. تدور القصة حول جينيفر سيمبسون، وهي فتاة صغيرة تبحث عن مخرج من قصر في النرويج بينما تهرب من سكيسورمان.[1][2]
- كلوك تاور (1996) هي اللعبة الثانية في السلسلة ومعروفة في اليابان باسم كلوك تاور 2. تم إصدار اللعبة للـ بلاي ستيشن وأعاد كونو دوره كمخرج. تدور أحداث القصة في النرويج وتتبع مجموعة متنوعة من الشخصيات أثناء محاولتهم النجاة من عودة سكيسورمان وكشف لغز حالته التي تبدو خالدة.
- كلوك تاور 2 (1998) هي اللعبة الثالثة ومعروفة في اليابان باسم كلوك تاور: غوست هيد. تم إصدارها على بلاي ستيشن، وهية أول لعبة لم يخرجها كونو وتعتبر لعبة غير رئيسية في اليابان ، حيث لم يكن إصدارًا مرقمًا.[3] تدور القصة حول أليسا هيل البالغة من العمر 17 عامًا والتي تعاني من اضطراب تعدد الشخصية مع غرور متغير اسمه السيد بيتس.[4][5]
- كلوك تاور 3 (2002) هي اللعبة الرابعة في السلسلة. على عكس الألعاب السابقة لـ هيومان، تم إنتاج العنوان بشكل مشترك من قبل كابكوم وسن سوفت وتم إصدارها على بلاي ستيشن 2.[6] تتابع القصة أليسا هاميلتون البالغة من العمر 14 عامًا والتي تعد جزءًا من سلالة عائلة المحاربات اللواتي يسافرن عبر الزمن لهزيمة الأرواح الشريرة.[7][8]

## العناصر المشتركة
الألعاب الثلاث الأولى في سلسلة كلوك تاور هي ألعاب مغامرات تعتمد على التأشير والنقر مع عناصر رعب البقاء. اللعبة الرابعة هي لعبة رعب بقاء خالصة وتبتعد عن العديد من الخصائص الكلاسيكية للمسلسل. طوال السلسلة بأكمله، تركز طريقة اللعب بشكل عام على الاختباء والهرب من ملاحدي العدو دون أي أسلحة. عادةً ما يكون هذا العدو هو سيكسورمان، وهو رجل يستخدم مقصات. عندما تنزعج شخصية اللاعب أو تخاف، تدخل اللعبة «وضع الذعر». خلال هذا الوضع، يصبح من الصعب السيطرة عليهم، وهم أكثر عرضة للتعثر أو السقوط، وأكثر عرضة للقتل. عند عدم الهروب من عدو، يستكشف اللاعب البيئة لحل الألغاز وتعزيز السرد. تتميز معظم العناوين أيضًا بمجموعة متنوعة من النهايات المتعددة، مما يشجع على تكرار اللعب.

## التاريخ والتطوير
اللعبة الأولى في السلسلة، كلوك تاور (1995)، تم تطويرها بواسطة هيومان إنترتنيمنت مع التوجيه بقيادة هيفومي كونو. استوحى أفكاره من أعمال مخرج أفلام الرعب الإيطالي داريو أرجينتو، وأراد إنشاء لعبة تكريمًا لأفلامه. تستعير اللعبة العديد من الأفكار من أفلامه في الثمانينيات، وخاصة من فينومينا (1985). كان برج الساعة مشروعًا تجريبيًا للترفيه البشري وتم تطويره بميزانية صغيرة وطاقم عمل. تم إصداره لأول مرة على سوبر فاميكوم في 14 سبتمبر 1995 حصريًا في اليابان. تم بيع اللعبة بشكل جيد وتم إعادة إصدارها لاحقًا مع بعض التغييرات في أسلوب اللعب والرسومات تحت عنوان كلوك تاور: ذا فيرست فاير على بلاي ستيشن وويندوز وواندرسوان. لم يتم إصدار أي إصدارات من اللعبة خارج اليابان؛ ومع ذلك، توجد ترجمات من المعجبين.
سرعان ما بدأت هيومان إنترتنيمنت العمل على تكملة، كلوك تاور (1996)، والمعروفة أيضًا باسم كلوك تاور 2 في اليابان. مع فريق مكون من حوالي 30 شخصًا، كانت أول لعبة لهم تستخدم محرك رسومات ثلاثي الأبعاد، على الرغم من أن قدامى اللاعبين فضلوا استخدام رسومات ثنائية الأبعاد بدلاً من ذلك. مع الإعلان عن ريزدنت إيفل (1996) من كابكوم أثناء التطوير، أعجب الفريق وتحدي أنفسهم لإنشاء رسومات عالية الجودة. قامت آسي بتسويق اللعبة في أمريكا الشمالية كأحد ألعاب الرعب الحقيقية الأولى لجهاز بلاي ستيشن. تم إصدارها في اليابان في 13 ديسمبر 1996، وأمريكا الشمالية في 1 أكتوبر 1997، وأخيراً في أوروبا في فبراير 1998. بيعت اللعبة ما يقرب من نصف مليون نسخة. عزا كونو بعضًا من هذا النجاح إلى اهتمام رزدنت إيفل بألعاب الرعب.
اللعبة الثالثة، كلوك تاور 2، المعروفة في اليابان باسم كلوك تاور: غوست هيد، صدرت في اليابان عام 1998 وأمريكا الشمالية عام 1999. كانت أول لعبة في السلسلة لم يخرجها كونو، وتم إصدارها كفشل حرج. في اليابان، تتعبر اللعبة غير رئيسية.
توقفت شركة هيومان إنترتنيمنت عن العمل في عام 2000، وأصبحت شركة سن سوفت المالك الوحيد للملكية الفكرية للسلسلة. تم الإعلان رسميًا عن لعبة جديدة في السلسلة، كلوك تاور 3، في 11 أبريل 2001، حيث كشفت كابكوم أنها ستشارك في إنتاجها مع سن سوفت. وكشفوا أيضًا أن المخرج الياباني الشهير كينجي فوكاساكو سيخرج المشاهد السينمائية. تم عرض اللعبة لأول مرة في معرض الترفيه الإلكتروني في مايو 2002، حيث تم عرضُ عرضٍ توضيحي غير قابل للعب في كشك كابكوم. تم إصدار كلوك تاور 3 في ديسمبر في وقت لاحق من ذلك العام، وكان فشلًا تجاريًا. توقعت شركة كابكوم أن تصل مبيعاتها إلى 450.000 على الأقل، ولكن بحلول نهاية عام 2003، لم تبع سوى 122.022 وحدة. يُعتقد أن الفشل التجاري لـ كلوك تاور 3 هو السبب وراء عدم قيام كابكوم و سن سوفت بإعادة النظر في السلسلة منذ ذلك الحين. حاول كونو التحدث إلى ناشر لإعادة تشغيل المسلسل أو إعادة إصداره، لكنهم لم يوافقوا لأنهم شعروا بصعوبة تسويق ألعاب الرعب.

### الألعاب ذات الصلة
لقب رعب البقاء على قيد الحياة لعام 2005 من كابكوم، هانتينغ غرواند، قد أطلق عليه المعجبون والنقاد لقب الخليفة الروحي للسلسلة. تمت مقارنة طريقة اللعب بشكل كبير مع كلوك تاور 3، لكنها تميز نفسها من خلال تزويد شخصية اللاعب برفيق كلب يمكنه مهاجمة الأعداء وحل الألغاز. تم العثور على هانتينغ غراوند بشكل عام ليكون متوسط أجرة رعب البقاء على قيد الحياة في تلك الحقبة، ولكن تم تسليط الضوء بشكل متكرر على الطابع الجنسي للشخصية الرئيسية، فيونا، كأحد أقوى عناصر اللعبة. شعر النقاد أن العرض التقديمي المتلصص للعبة وطريقة اللعب تجعل فيونا تبدو أكثر هشاشة، مما يخلق جوًا مزعجًا. ابتكر هيفومي كونو أيضًا تفسيره الخاص لخليفة روحي في شكل نايت كراي (2016)، والذي يتميز بطريقة لعب مماثلة لألعاب كلوك تاور الأصلية التي وجهها كونو. تم تمويل اللعبة من خلال كيك ستارتر بميزانية 300000 دولار. وقد تلقت مراجعات مختلطة، حيث تم الاستشهاد بها بسبب الأخطاء واللعب المؤرخة.

## التقييم
| لعبة             | غيم رانكينغز | ميتاكريتيك |
| ---------------- | ------------ | ---------- |
| كلوك تاور (1995) | -            | -          |
| كلوك تاور (1996) | 72%          | -          |
| كلوك تاور 2      | 52%          | 49/100     |
| كلوك تاور 3      | 70%          | 69/100     |

تلقت سلسلة برج الساعة استقبالًا انتقائيًا مختلطًا عبر تاريخها. في المراجعات بأثر رجعي، تلقت اللعبة الأولى، كلوك تاور (1995)، الثناء على أجواءه المؤلمة ولكن تم انتقاده بسبب الألغاز والاستكشاف المملة. على الرغم من هذه الانتقادات، إلا أنها تعتبر مفيدة في إنشاء نوع رعب البقاء وخلق نموذج لألعاب الرعب المستقبلية. وقد قوبل تكملة السلسلة، كلوك تاور (1996)، باستقبال مختلط أيضًا. لقيت موضوعات الرعب والأجواء استحسانًا جيدًا، ولكن تم العثور على طريقة لعب اللعبة بنقر ونقر وبطء وتيرتها أدنى من المشهد المتنامي لألعاب الحركة على بلاي ستيشن، لا سيما ريزدنت إيفل 1 من كابكوم، والذي تم إصداره بنفس العام. اللعبة الثالثة، كلوك تاور 2، قوبل بتعليقات غير مواتية. انتقد النقاد بشدة واجهة التأشير والنقر البطيئة ولعب التجربة والخطأ المعيب. تلقت كلوك تاور 3 مراجعات مماثلة لأول كتابين. حظيت الرسومات والجو والقصة بتعليقات إيجابية، ولكن مرة أخرى، كانت طريقة اللعب نقطة نقد. يعتقد النقاد أن معارك الرئيس والاختباء المتكرر ومطاردة آليات اللعب كانت ضعيفة. غالبًا ما يُقارن سكيسورمان بـ نمسيس من ريزدنت إيفل 3 لأنه يطارد ضحاياه ويختفي ويعاود الظهور على فترات مختلفة خلال الألعاب. غالبًا ما يُعرف أيضًا بأنه أحد أكثر الشخصيات رعباً في ألعاب الفيديو بسبب طبيعته التي لا تلين وصعوبة الهروب منه.